# Bergen (Town, Vernon County)
Die Town of Bergen ist eine von 21 Towns im Vernon County im US-amerikanischen Bundesstaat Wisconsin. Im Jahr 2010 hatte die Town of Bergen 1364 Einwohner.
Town hat in Wisconsin eine grundlegend andere Bedeutung, als im übrigen englischsprachigen Bereich. Vielmehr entspricht sie den in den anderen US-Bundesstaaten üblichen Townships, die nach dem County die nächstkleinere Verwaltungseinheit bilden.

## Geografie
Die Town of Bergen liegt im Südwesten Wisconsins am Mississippi, der die Grenze zu Minnesota bildet. Rund 15 km südlich stromabwärts liegt der Schnittpunkt der drei Bundesstaaten Wisconsin, Iowa und Minnesota.
Die Town of Bergen liegt in der Driftless Area genannten eiszeitlich geformten Region, die sich über das südöstliche Minnesota, das südwestliche Wisconsin, das nordöstliche Iowa und das äußerste nordwestliche Illinois erstreckt. Bei der letzten Eiszeit, der so genannten Wisconsin Glaciation, blieb die Region eisfrei, sodass sich die Flusstäler auch während dieser Zeit tiefer in das Plateau einschneiden konnten.
Die geografischen Koordinaten des Zentrums der Town of Bergen sind 43°39′34″ nördlicher Breite und 91°12′28″ westlicher Länge. Sie erstreckt sich über eine Fläche von 136,7 km², die sich auf 88,6 km² Land- und 48,1 km² Wasserfläche verteilen. Die Town of Bergen umschließt die selbstständige Gemeinde Stoddard, ohne dass diese der Town angehört.
Die Town of Bergen liegt im äußersten Nordwesten des Vernon County und grenzt an folgende Nachbartowns und -townships:
| Hokah Township (Houston County, Minnesota)                             | Town of Shelby (La Crosse County)           | Town of Greenfield (La Crosse County) |
| Brownsville Township (Houston County, Minnesota)                       | Kompassrose, die auf Nachbargemeinden zeigt | Town of Hamburg                       |
| Crooked Creek Township, Jefferson Township (Houston County, Minnesota) | Town of Genoa                               | Town of Harmony                       |

## Verkehr
Der entlang des Mississippi verlaufende Wisconsin State Highway 35 bildet hier den Wisconsin-Abschnitt der Great River Road. Der aus östlicher Richtung kommende Wisconsin State Highway 162 erreicht mit der Einmündung in den WIS 35 in Stoddard seinen westlichen Endpunkt. Daneben verlaufen noch die County Highways O und K durch die Town. Alle weiteren Straßen sind untergeordnete Landstraßen sowie teils unbefestigte Fahrwege.
Entlang des Mississippi verläuft für den Frachtverkehr eine Eisenbahnlinie der BNSF Railway, der zweitgrößten Eisenbahngesellschaft des Landes.
Die nächsten Flughäfen sind der La Crosse Regional Airport (rund 25 km nördlich), der Rochester International Airport in Rochester, Minnesota (rund 130 km westnordwestlich) und der Dane County Regional Airport in Wisconsins Hauptstadt Madison (rund 200 km ostsüdöstlich).

## Bevölkerung
Nach der Volkszählung im Jahr 2010 lebten in der Town of Bergen 1364 Menschen in 546 Haushalten. Die Bevölkerungsdichte betrug 15,4 Einwohner pro Quadratkilometer. In den 546 Haushalten lebten statistisch je 2,5 Personen. 
Ethnisch betrachtet setzte sich die Bevölkerung zusammen aus 98,5 Prozent Weißen, 0,4 Prozent Afroamerikanern, 0,6 Prozent amerikanischen Ureinwohnern sowie 0,1 Prozent Asiaten; 0,4 Prozent stammten von zwei oder mehr Ethnien ab. Unabhängig von der ethnischen Zugehörigkeit waren 0,8 Prozent der Bevölkerung spanischer oder lateinamerikanischer Abstammung. 
21,7 Prozent der Bevölkerung waren unter 18 Jahre alt, 63,9 Prozent waren zwischen 18 und 64 und 14,4 Prozent waren 65 Jahre oder älter. 48,1 Prozent der Bevölkerung war weiblich.
Das mittlere jährliche Einkommen eines Haushalts lag bei 60.089 USD. Das Pro-Kopf-Einkommen betrug 31.055 USD. 3,0 Prozent der Einwohner lebten unterhalb der Armutsgrenze.

## Ortschaften in der Town of Bergen
Neben Streubesiedlung existiert in der Town of Bergen mit Pleasant Valley noch eine gemeindefreie Siedlung.